# Astrebla
Astrebla ist eine Pflanzengattung innerhalb der Familie der Süßgräser (Poaceae). Die vier Arten kommen nur in Australien vor und werden dort Mitchell Grass genannt.

## Beschreibung

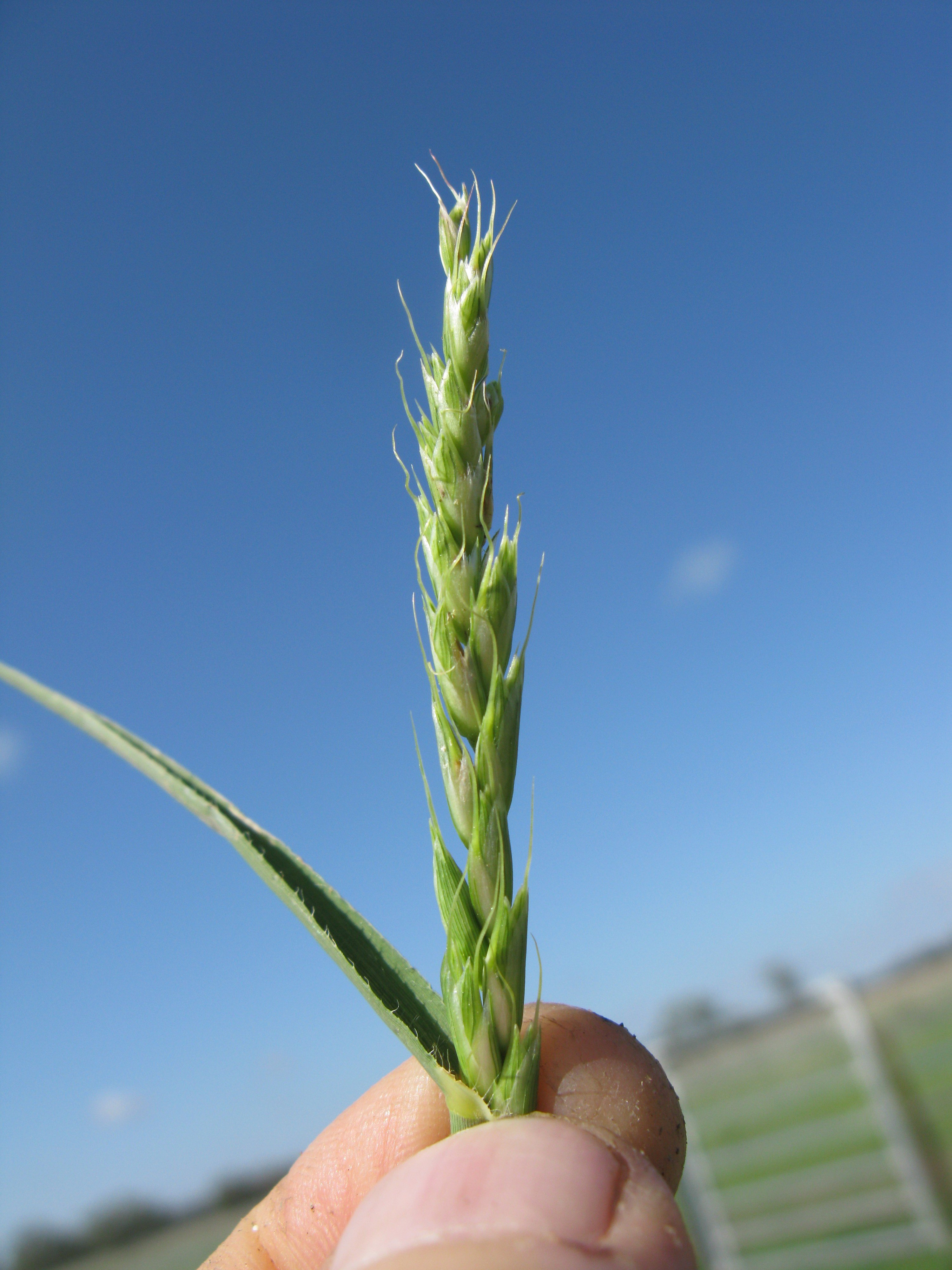
Blütenstand von Astrebla lappacea

### Vegetative Merkmale
Die Arten sind ausdauernde Horst-Gräser (tussock). Die Halme werden 30 bis 90 (–120) Zentimeter hoch. Sie besitzen einen ausgeprägten Wurzelstock mit vielen kurzen, dicken, verzweigten Rhizomen. Aus diesem Wurzelstock entspringen die Haupttriebe, aus diesen die weiteren Nebentriebe. 
Die Blattspreite ist in Knospenstellung gerollt. Das Blatthäutchen (Ligula) ist ein Wimpernkranz. 

### Generative Merkmale
Der Blütenstand ist eine endständige Ähre oder ährenähnliche Traube, die einzeln oder doppelt steht. Die Ährchen sind sitzend, stehen einzeln an der Achse. Die zwei bis neun Blüten pro Ährchen sind zwittrig, lediglich die oberste ist häufig reduziert. Die Hüllspelze sind etwas ungleich, gekielt, spitz zulaufend sowie länglich bis elliptisch. Die Deckspelzen sind länger als die Hüllspelzen, ledrig, tief dreilappig mit einem runden Rücken. Ihre Basis ist behaart, die Mittelrippe läuft eine steife, oft gekrümmte Granne aus. Die Vorspelzen sind kürzer als die Deckspelzen und besitzen zwei bewimperte Kiele. 
Die Chromosomengrundzahl beträgt x = 10; 2n = 40, somit sind die Pflanzen tetraploid.

## Ökologie
Es sind C4-Pflanzen. Die Arten sind sehr widerstandsfähig gegen Austrocknung und auch gegen Beweidung (Ausnahme Pferde). Sie sind frosttolerant und vertragen auch gelegentliche Feuer. Sie wachsen auf schweren Lehmböden, auf denen keine Bäume vorkommen. 
Die Horste werden 20 bis 30 Jahre alt und fruchten in dieser Zeit aufgrund der unregelmäßige Regenfälle nur ein bis zweimal.

## Verbreitung
Die Gattung Astrebla kommt nur in Australien vor und bedeckt rund 450.000 km² vor allem im Westen von Queensland. Das Hauptverbreitungsgebiet liegt zwischen 18 und 28° südlicher Breite. Der Jahresniederschlag liegt zwischen 250 und 550 mm. Die vier Arten kommen häufig zusammen vor und dominieren das Tussock-Grasland. 

## Systematik
Die Gattung Astrebla wurde 1878 durch Ferdinand von Mueller ex George Bentham: Flora Australiensis Band 7 Seite 602 aufgestellt.
Die Gattung Astrebla gehört zur Tribus Cynodonteae in der Unterfamilie Chloridoideae innerhalb der Familie der Poaceae.
Es gibt vier Astrebla-Arten: Alle vier sind in Australien weitverbreitet.
- Astrebla elymoides F.Muell. ex F.M.Bailey
- Astrebla lappacea (Lindl.) Domin
- Astrebla pectinata (Lindl.) F.Muell.
- Astrebla squarrosa C.E.Hubb.

## Bedeutung für den Menschen
Die Tussock-Grasländer werden heute stark beweidet. Typisch sind Dichten von einem Schaf auf 1,22 Hektar. Der Ertrag liegt je nach Niederschlag zwischen 400 und 2250 kg pro Hektar.